# Klaus Wunderlich (Eisschnellläufer)
Klaus Wunderlich (* 10. August 1951 in Berlin) ist ein ehemaliger deutscher Eisschnellläufer.

## Werdegang
Wunderlich, der für den Berliner TSC startete, nahm von 1967 bis 1979 an internationalen Wettbewerben teil. Dabei errang er bei der Mehrkampfeuropameisterschaft 1973 in Grenoble den 23. Platz im Großen Vierkampf. In der Saison 1973/74 kam er bei der Mehrkampfeuropameisterschaft 1974 in Eskilstuna auf den 14. Platz und bei der Mehrkampfweltmeisterschaft 1974 in Inzell auf den 15. Rang im Großen Vierkampf. Im folgenden Jahr lief er bei der Mehrkampfeuropameisterschaft in Heerenveen auf den 18. Platz im Großen Vierkampf. In der Saison 1975/76 belegte er bei der Mehrkampfeuropameisterschaft 1976 in Oslo den 12. Platz und bei der Mehrkampfweltmeisterschaft 1976 in Heerenveen den 17. Rang im Großen Vierkampf. Beim Saisonhöhepunkt, den Olympischen Winterspielen 1976 in Innsbruck, wurde er Zehnter über 1000 m, Neunter über 1500 m und Fünfter über 5000 m. In der folgenden Saison erreichte er bei der Mehrkampfeuropameisterschaft 1977 in Larvik den 11. Platz und bei der Mehrkampfweltmeisterschaft 1977 in Heerenveen erneut den 17. Rang im Großen Vierkampf. Zudem siegte er dreimal bei den DDR-Meisterschaften über 1500 m (1970, 1972, 1976), zweimal im Großen Vierkampf (1973, 1977) und einmal über 5000 m (1976).

## Erfolge

### Olympische Spiele
- 1976 Innsbruck: 5. Platz 5000 m, 9. Platz 1500 m, 10. Platz 1000 m

### Mehrkampf-Weltmeisterschaften
- 1974 Inzell: 15. Platz Großer Vierkampf
- 1976 Heerenveen: 17. Platz Großer Vierkampf
- 1977 Heerenveen: 17. Platz Großer Vierkampf

### Mehrkampf-Europameisterschaften
- 1973 Grenoble: 23. Platz Großer Vierkampf
- 1974 Eskilstuna: 14. Platz Großer Vierkampf
- 1975 Heerenveen: 18. Platz Großer Vierkampf
- 1976 Oslo: 12. Platz Großer Vierkampf
- 1977 Larvik: 11. Platz Großer Vierkampf

## Persönliche Bestzeiten
| Disziplin | Zeit         | Datum            | Ort      |
| --------- | ------------ | ---------------- | -------- |
| 500 m     | 39,00 s      | 4. November 1977 | Almaty   |
| 1000 m    | 1:19,43 min  | 4. November 1978 | Chemnitz |
| 1500 m    | 1:56,60 min  | 6. April 1977    | Almaty   |
| 3000 m    | 4:07,10 min  | 6. April 1977    | Almaty   |
| 5000 m    | 7:19,86 min  | 4. November 1977 | Almaty   |
| 10.000 m  | 15:32,50 min | 19. März 1977    | Chemnitz |